# Markus Lüpertz

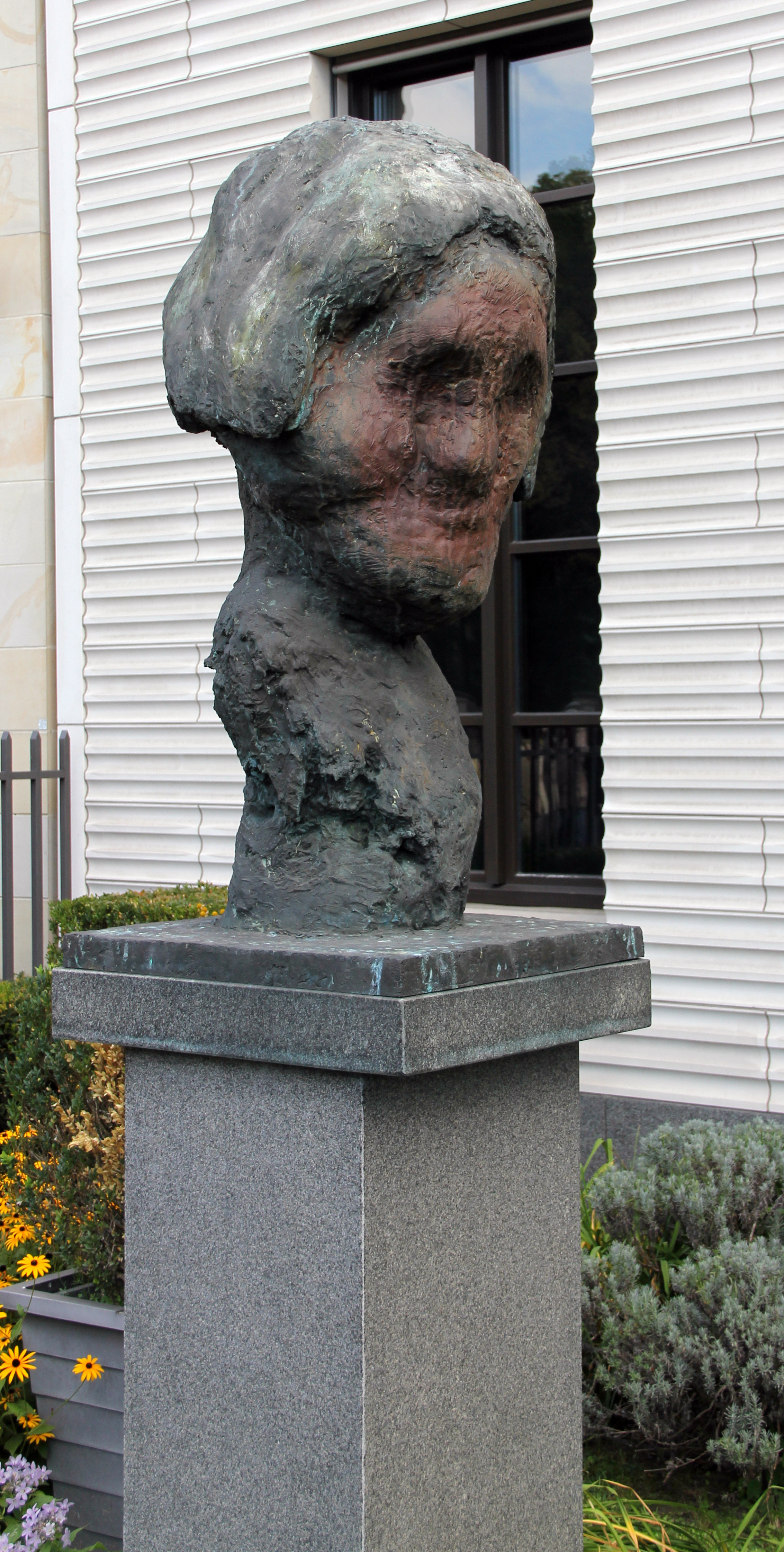
Buste, Hommage à Liebermann de Markus Lüpertz (1997), Berlin.

Markus Lüpertz, né le 25 avril 1941 à Reichenberg (aujourd’hui Liberec en République tchèque, est un peintre allemand. Il est aussi, depuis les années 1980, décorateur de théâtre et sculpteur.
Lüpertz est considéré comme un des plus importants représentants du néo-expressionnisme allemand. Surnommé « le prince des peintres » pour ses apparitions publiques spectaculaires, pour son utilisation d’une rhétorique égocentrique et pour son style de vie extravagant, il est proche d’autres peintres allemands contemporains comme Jörg Immendorff ou Georg Baselitz, ainsi que de personnalités comme l’ex-chancelier Gerhard Schröder.
Il vit et travaille entre Berlin, Karlsruhe, Düsseldorf et Florence. Il est marié et a cinq enfants.

## Repères biographiques
Lüpertz étudie à l'école des beaux-arts de Krefeld avec Laurens Goosens et, pendant un semestre, aux beaux-arts de Düsseldorf.
En 1962, il s'installe à Berlin-Ouest, où il crée la galerie Großgörschen 35 avec Bernd Koberling et Karl Horst Hödicke.
En 1976, Lüpertz est nommé professeur de l’académie des beaux-arts de Karlsruhe.
L'année suivante, sa première rétrospective se tient à la Kunsthalle de Hambourg ; elle est suivie d'expositions au centre d’art de Berne, au Stedelijk Museum d'Amsterdam au Van Abbemuseum de Eindhoven.
En 1986, il est nommé professeur à l'académie des beaux-arts de Düsseldorf ; il en devient le directeur en 1988.
Markus Lüpertz est également poète et pianiste de free jazz à l'occasion.

### Prix et distinctions
- 1970 : prix de la Villa Romana, accompagné d'une bourse pour un séjour d'un an à Florence
- 1971 : prix de l'Association des critiques allemands
- 1990 : prix Lovis Corinth de la société des artistes d'Esslingen
- 2004 : 4e prix international Julio González
- 2006 : docteur honoris causa de l'académie des beaux-arts de Breslau

## Œuvre

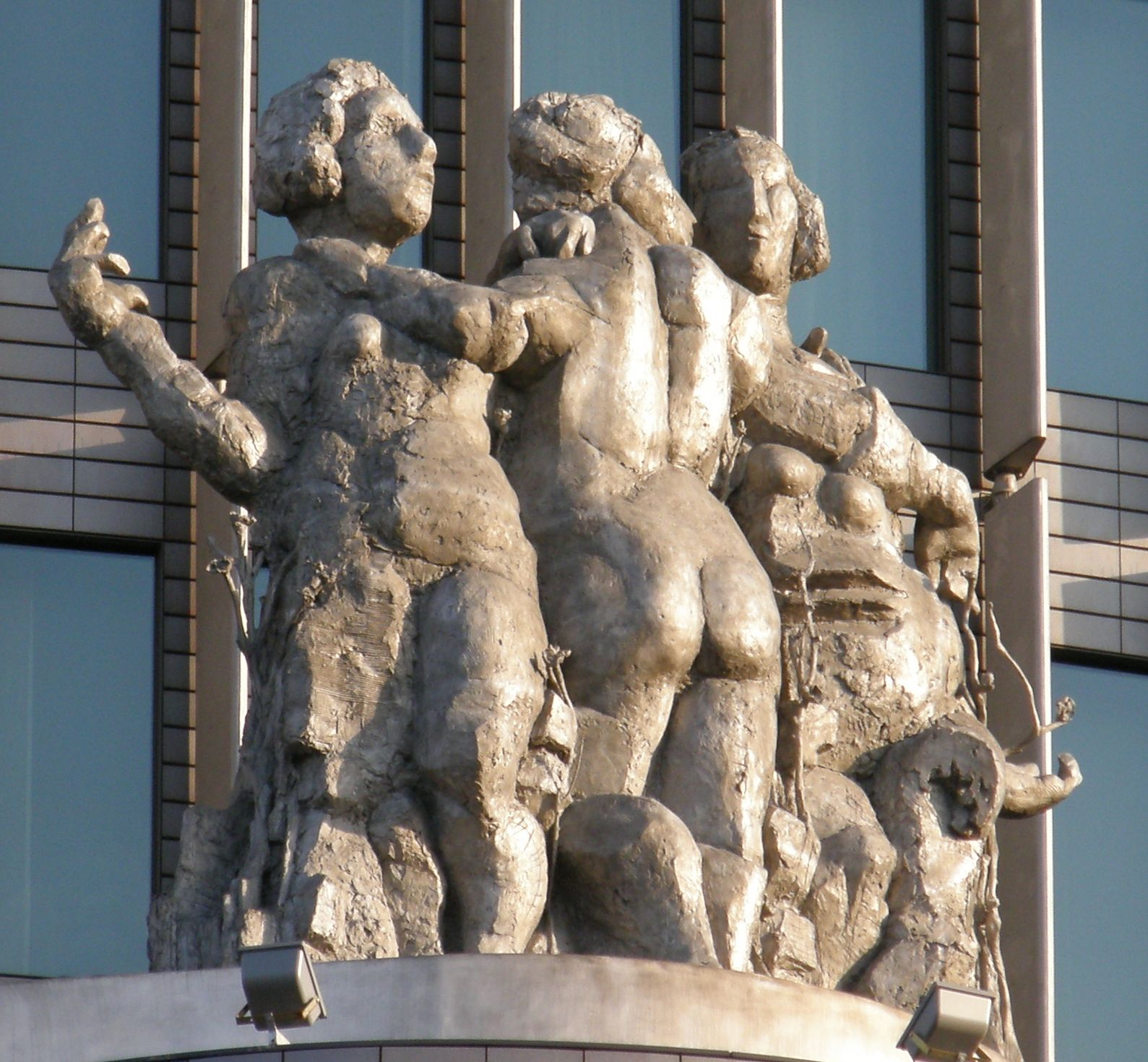
Le Jugement de Paris, Berlin.

En opposition aux nombreuses tendances abstraites dans la peinture en vogue dans l'après-guerre, Markus Lüpertz se concentre sur des motifs simples, essentiels et figuratifs, qu’il peint de manière expressive. Cela commence à Berlin au début des années 1960, avec les « peintures dithyrambiques » présentées, en 1964, à la galerie Großgörschen 35.
Cette exposition est suivie, deux ans plus tard, par « L’Art qui reste lui-même : le Manifeste dithyrambique », véritable apologie de la peinture-peinture.
Entre 1969 et 1977, Lüpertz peint des grands formats dans une série dominée par des motifs extraits de l’histoire allemande (avec des figures symboliques clés comme le casque, les drapeaux, les monuments aux morts, etc.).
À partir de 1977, Lüpertz développe des peintures de « grand style », où il s'approche des styles abstraits nés dans les années 1950. Il développe cette pratique dans le début des années 1980, bien qu’il s’inspire alors de plus en plus de tableaux pris dans l'histoire de l'art (Poussin ou Corot, par exemple).

## Expositions (sélection)
- 1982 : documenta 7, Cassel
- 1984 : Neue Deutsche Kunst, Düsseldorf
- 1986 : « Sculptures » Galerie Lelong, Paris[1]
- 1989 : « Le dithyrambe et après », rétrospective au Centre d'art contemporain de Meymac, Corrèze
- 1986 : « Peintures » Galerie Lelong, Paris[2]
- 1991 : « Rétrospective des années 1963 à 1990 », Museo Nacional, Centro de Arte Reina Sofía, Madrid
- 2014 : « Peintures et sculptures des années 80 »[3], avec A. R. Penck, galerie Lelong, Paris
- 2015 : Rétrospective, Musée d'art moderne de la ville de Paris[4] (du 17 avril au 19 juillet)
- 2022 : Exposition « Markus Lüpertz, le faiseur de dieux » au Musée des Beaux-Arts et dans la ville d'Orléans (du 5 mars au 4 septembre 2022). Exposition prolongée jusqu'en 2023.
- 2024-25 : « Maillol-Lüpertz, une filiation », Musée Maillol, Paris du 15 novembre 2024 au 23 mars 2025.

## Publications
- 2008 : Daphne (Daphné (nymphe)|Daphné), Insel-Verl., Francfort
- 2007 : 
  - Narziß und Echo (Écho (mythologie)|Narcisse et Écho), Kleinheinrich, Münster
  - Der grosse Fluss (Le grand fleuve), G. H. Holländer, Teltow
  - Gott Merkur (Le dieu Mercure), G. H. Holländer, Teltow
- 2006 : 
  - Totentanz (Danse macabre), Kühlen, Mönchengladbach
  - Le Dieu des voleurs, collection « L'art en écrit », éditions Jannink, Paris
- 2005 : 
  - Hommage à Mozart, Brandstätter, Vienne
  - Fieberblätter (Feuilles de température), Galerie Christine Hölz, Düsseldorf
  - Der Kunst die Regeln geben (Donner des règles à l'art), Ammann, Zurich
- 2000 : Das Geld – die Kunst (L'argent, L'art), Dt. Apotheker- und Ärztebank, Düsseldorf
- 1994 : Männer ohne Frauen (Hommes sans femmes), Kleinheinrich, Münster
- 1991 : Gedichte (Poèmes), Picaron, Amsterdam
- 1990 : Das nächste Beste (Le plus proche meilleur), Picaron, Amsterdam
- 1988 : A. R. Penck, Repères n° 42, galerie Lelong  (ISBN 2 85587-156-5)
- 1984 : 
  - Bleiben Sie sitzen Heinrich Heine (« Restez assis Heinrich Heine »), Wiener Secession, Vienne
  - Tagebuch – New York 1984 (« Journal »), Gachnang & Springer, Berne et Berlin
- 1982 : Ich stand vor der Mauer aus Glas (« Je me tenais devant le mur de verre »), poème et lithographies, galerie Springer, Berlin
- 1981 : Und ich, ich spiele… (« Et moi, je joue… »), galerie Springer, Berlin
- 1969 : Westwall (Rempart de l'ouest), Hake, Cologne